# Barabasch
Barabasch (russisch Барабаш) ist ein Dorf im Fernen Osten Russlands.
Es liegt im Rajon Chassanski der Region Primorje, auf der Wladiwostok gegenüberliegenden Seite der Amurbucht nahe der Grenze zur Volksrepublik China. Der Ort befindet sich knapp 40 km nördlich des Rajonverwaltungssitzes Slawjanka an der Fernstraße 05A-214 und hat 2269 Einwohner (Stand 1. Oktober 2021).
Der Ort ist auf drei Seiten vom Leopardenland-Nationalpark umgeben; im Süden grenzt er an das Kedrowaja-Pad-Naturreservat.
Barabasch ist nach dem General und Gouverneur Jakow Barabasch (1838–1910) benannt. Von 31. Mai 1937 bis 7. Mai 1947 war der Ort Verwaltungssitz des Barabaschski rajon.

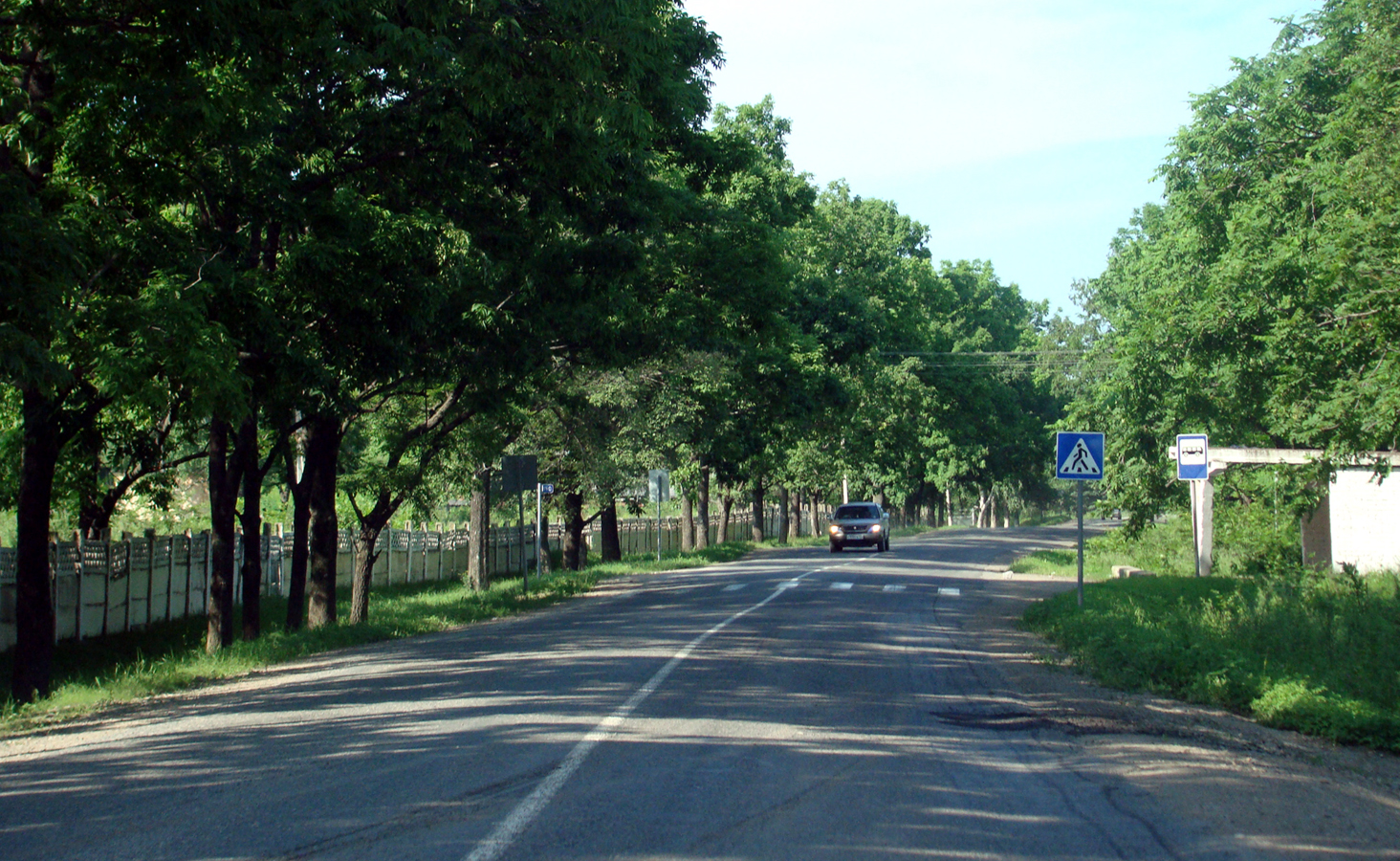
Bushaltestelle "Barabasch" an der Fernstraße Rasdolnoje - Chassan

Bevölkerungsentwicklung
| Jahr | Einwohner |
| ---- | --------- |
| 1897 | 1646      |
| 1926 | 832       |
| 1939 | 3161      |
| 2002 | 3691      |
| 2010 | 5691      |
| 2021 | 2269      |

Anmerkung: Volkszählungsdaten

## Söhne und Töchter des Ortes
- Viktor Suworow (* 1947, eigentlich Wladimir Bogdanowitsch Resun), Schriftsteller